# チェロ協奏曲 (シューマン)
ロベルト・シューマンのチェロ協奏曲イ短調作品129は、1850年の作品である。

## 解説
チェロ協奏曲自体少数である中、全楽章切れ目なく綴られるなど構成的にも異彩を放っており、ロマン派協奏曲の中では取り上げられることも多い。
なおシューマンは協奏曲のジャンルでは本作の他にピアノ協奏曲、遺作であるヴァイオリン協奏曲の2曲を遺したのみである。
1854年に楽譜が出版されたものの、作曲家の生前には演奏されなかったようである。シューマン死後の1860年4月23日にルートヴィヒ・エーベルト（チェロ）らによってオルデンブルクにて初演が行われている。その年の6月9日のシューマン生誕50年祭では
ピアノ伴奏で演奏された。なお、日本初演は1928年10月14日、近衛秀麿指揮、K・シャピロ独奏、新交響楽団によって行われた。

### ショスタコーヴィチ編曲版
ドミートリイ・ショスタコーヴィチは、1963年にこの曲に再オーケストレーションを施した。編曲であるにもかかわらず自分の作品として『作品番号125』を与えている。
この版は、ムスティスラフ・ロストロポーヴィチ（チェロ）、ボリス・ハイキン指揮ソヴィエト国立交響楽団によって初演された。録音としても、フョードル・ルザーノフ（チェロ）、ゲンナジー・ロジェストヴェンスキー指揮ソヴィエト連邦国立文化省交響楽団の演奏が発売された。

## 演奏時間
約23分

## 楽器編成
独奏チェロ、フルート・オーボエ・クラリネット・ファゴット・ホルン・トランペット各2、ティンパニ（1対）、弦五部

## 曲の編成

### 第1楽章：Nicht zu schnell
「速すぎないように」、イ短調、ソナタ形式。器楽合奏の短い序奏(E-A-C)の後、チェロが主題（E-A-H-C-A-E-C）を歌う。タイを多く使い、リズムに凝っていながら流麗に展開している。またイ短調ながら嬰ニ音を多く使うなどマジャール音階の影響も盛り込まれている。

### 第2楽章：Langsam
「遅く」、ヘ長調。穏やかな中間楽章。

### 第3楽章：Sehr lebhaft
「とても生き生きと」、イ短調、ソナタ形式。器楽合奏との掛け合いで主題が構成される。最後は同名長調のイ長調で締めくくられる。伴奏付のカデンツァが用意されている。全体的にチェロには高音域が多く、しばしば重音が現れるなど技巧上難曲といえる。

## ヴァイオリン協奏曲 イ短調 作品129
この曲は、1850年にシューマン自身の手によってチェロ・パートがヴァイオリン用にアレンジされてヴァイオリン協奏曲に編曲されており、これが「ヴァイオリン協奏曲 イ短調 作品129」と呼ばれている。
演奏される機会は多くないが、それでも、次のような録音が発売されている。
- サシュコ・ガヴリーロフ（ヴァイオリン）、レオポルト・ハーガー指揮バーデン・バーデン南西ドイツ放送交響楽団
- フィリップ・グラファン（ヴァイオリン）、クリストフ・ポッペン指揮ザールブリュッケン・カイザースラウテルン・ドイツ放送フィルハーモニー管弦楽団
- ヨーン・ストルゴード（ヴァイオリン）、レイフ・セーゲルスタム指揮タンペレ・フィルハーモニー管弦楽団
- バイバ・スクリデ（ヴァイオリン）、ヨン・ストゥルゴールズ指揮デンマーク国立交響楽団
- ウルフ・ヴァリーン（ヴァイオリン）、フランク・ベールマン指揮ロベルト・シューマン・フィルハーモニー管弦楽団
- レナ・ノイダウアー（ヴァイオリン）、パブロ・ゴンサレス指揮ザールブリュッケン＝カイザースラウテルン・ドイツ放送フィルハーモニー管弦楽団

さらに、このヴァイオリン協奏曲のオーケストラ・パートに前述のショスタコーヴィチ編曲版を使用した異版が作られており、こちらはギドン・クレーメル（ヴァイオリン）、小澤征爾指揮ボストン交響楽団による録音が発売されている。